# Нарсисо Дублан, Марк
Марк Нарсисо Дублан (исп. Marc Narciso Dublan; 20 января 1974, Барселона) — испанский шахматист, гроссмейстер (2003).
В составе сборной Испании участник 37-й Олимпиады (2006) и 2-х командного чемпионата Европы (2001 и 2007).

## Изменения рейтинга
| Графики недоступны из-за технических проблем. См. информацию на Фабрикаторе и на mediawiki.org. |